# تد هافتون
تد هافتون (به انگلیسی: Ted Hufton) بازیکن فوتبال زادهٔ ۲۵ نوامبر ۱۸۹۲ اهل کشور انگلستان بود که سابقهٔ بازی در تیم ملی فوتبال انگلستان را در کارنامهٔ خود دارد. وی در تاریخ ۱ نوامبر ۱۹۲۳ نخستین بازی ملی خود را در مقابل تیم ملی فوتبال بلژیک انجام داد و با حضور در ۶ بازی ملی، در تاریخ ۱۵ مه ۱۹۲۹ واپسین بازی ملی‌اش را در برابر تیم ملی فوتبال اسپانیا برگزار کرد.